# Carl Friedrich Heinrich Lange
Carl Friedrich Heinrich (von) Lange (6. juni 1760 i Hanau, Hessen-Kassel – 13. maj 1830 i Egernførde) var en dansk officer.
Han blev født i Hanau i Hessen, hvor hans fader var oberstløjtnant, indtrådte, 14 år gammel, som
frikorporal i infanteriregimentet Mirbach og deltog med dette, der kom i engelsk sold, fra 1776-83 i den amerikanske frihedskrig. 1790 fik Lange, der 1777 var avanceret til fændrik, 1784 til sekondløjtnant, ansættelse i den danske hær som premierløjtnant ved Slesvigske Jægerkorps. I denne af Johann Ewald da kommanderede mønsterafdeling tjente han til sin død – udnævnt 1793 til kaptajn, 1807 til major, 1813 til korpsets kommandør, 1814 til oberstløjtnant og 1823 til oberst. Efter Ewalds mening var Lange den af alle stabsofficerer, der havde det mest indgående kendskab til jægernes og det lette infanteris taktik, og det var ham på hans sidste dage en særlig tilfredsstillelse at vide, at Lange skulle være hans afløser. Lange, der ikke kom til at føre Jægerkorpset i nogen krigerisk aktion, men gentagne gange, således bl.a. under de danske troppers ophold i Frankrig, fik lejlighed til at vise dets fortrinlige manøvrefærdighed, var en beskeden og bramfri mand, agtet og afholdt af medborgere og
undergivne, højt skattet af Frederik VI. 1829 blev den for en oberst enestående udmærkelse ham til del, at kongen hædrede ham med Dannebrogordenens Storkors.
Lange havde 1792 ægtet Magdalena Lucia Willich (10. juni 1767 – 8. marts 1820), datter af købmand Daniel Heinrich Willich i Egernførde; i denne by døde Lange 13. maj 1830.
Han er gengivet i et kobberstik 1830 af Hans Friedrich Baasch (Det Kongelige Bibliotek).